# Batman (historieta)
Batman es una serie de cómics con el héroe homónimo de DC Comics. El personaje apareció por primera vez en Detective Comics #27, publicado en mayo de 1939. El personaje de Batman resultó ser tan popular que empezó a realizarse una serie homónima y se publicó su primer número en la primavera de 1940. Un mes después de la primera edición apareció su nuevo compañero, Robin, el Chico Maravilla.
Aunque la historieta de Batman fue lanzada inicialmente como una publicación trimestral, más tarde se convirtió en una serie bimensual durante los años 50, tras lo cual se convirtió en una publicación mensual y ha permanecido así desde entonces. La serie original terminó en 2011 y fue relanzada con un nuevo primer número en el mismo año.

## Contenido
Las primeras historias que aparecen en el cómic Batman fueron escritas por Bill Finger y Bob Kane, aunque años después no se acreditó a Finger cómo el cocreador de Batman. Las primeras historias presentan a un Batman vengativo, que no dudara en asesinar cuándo alguien se interponga en su camino. En las primeras publicaciones se presentaba a Batman con una pistola, que usaba para asesinar a pandilleros. Más tarde se presenta a su primer enemigo un psicópata que se hace llamar El Joker que usa una sustancia tóxica para mutilar a sus víctimas y al mismo tiempo dejarles una grotesca sonrisa, actualmente sigue siendo el enemigo de Batman. El creador del Joker Jerry Robinson pidió que el personaje no se saliera con la suya, durante muchos años el Joker ha sido un asesino a sangre fría. Más tarde, durante la Edad de Plata de Batman, este supervillano fue cambiado a un maniaco multihomicida.
Por lo general, los principales desafíos a los que se enfrenta Batman en esta época se derivaron de villanos que eran demasiado malignos, sin embargo, por la década de 1970, las motivaciones de los personajes, incluyendo compulsión obsesiva, el abuso infantil y el fanatismo del medio ambiente, se empezó a estudiar más a fondo. Batman también experimentó una transformación y se convirtió en un personaje mucho menos unidimensional, luchando con muchos conflictos internos. Aunque no es canónico, Frank Miller, introdujo The Dark Knight Returns que contenía una importante evolución del carácter del Batman en la serie del mismo nombre, se convirtió inflexible e implacable en su lucha por revitalizar Gotham. Batman a menudo tiene un comportamiento que la elite de Gotham ha etiquetado como excesivamente violento, así como tendencias antisociales. 

### Anuales
La serie de Batman ha tenido números especiales que son publicados de manera anual. Siete números de Batman Annual fueron publicados a partir de 1961. Después fueron lanzados 17 números que fueron publicados desde 1982 hasta 2000 y la serie continuo en 1961. Otros cuatro números fueron publicados en 2006 y 2011.Aunque está vez con la secuencia de la serie anterior. En 2012, una nueva serie anual se inició.

## Personajes
1946

| Nombre                                                                    | Número de aparición | Fecha                       |
| ------------------------------------------------------------------------- | ------------------- | --------------------------- |
| El Joker                                                                  | #1                  | 1940                        |
| Catwoman originalmente llamada "The Cat"                                  | #1                  | 1940                        |
| Gotham City                                                               | #4                  | Otoño de 1941               |
| Batmovil                                                                  | #5                  | 1941                        |
| Alfred Pennyworth                                                         | #16                 | Mayo y abril de 1943        |
| El Sombrerero Loco                                                        | #49                 | Octubre y noviembre de 1948 |
| Vicki Vale                                                                | #49                 | 1948                        |
| Deadshot                                                                  | #59                 | 1950                        |
| Killer Moth                                                               | #63                 | 1951                        |
| Sr. Frío originalmente llamado "Sr. Zero"                                 | #121                | 1959                        |
| Batgirl (Betty Kane)                                                      | #139                | 1961                        |
| Hiedra venenosa                                                           | #181                | 1966                        |
| Ra's al Ghul                                                              | #232                | 1971                        |
| Lucius Fox                                                                | #307                | 1979                        |
| The Snowman                                                               | #337                | 1981                        |
| Jason Todd (después se convertirá en Robin II, y, más tarde, en Red Hood) | #357                | 1983                        |
| Harvey Bullock                                                            | #361                | 1983                        |
| Máscara Negra                                                             | #386                | 1985                        |
| Holly Robinson                                                            | #404                | 1987                        |
| Sarah Essen Gordon                                                        | #405                | 1987                        |
| KGBeast                                                                   | #417                | 1988                        |
| Tim Drake (después se convertirá en Robin III)                            | #436                | 1989                        |
| Shondra Kinsolving                                                        | #486                | 1992                        |
| Cassandra Cain                                                            | #567                | 1999                        |
| David Cain                                                                | #567                | 1999                        |
| Hush                                                                      | #609                | 2003                        |
| Red Hood (Jason Todd)                                                     | #635                | 2004                        |
| Damian Wayne                                                              | #655                | 2006                        |

## Ediciones de colección

### Batman only
- Batman: The Dark Knight Archivos:
  - Volumen 1 (ISBN 1-56389-050-X) (colección #1–4)[5]
  - Volumen 2 (ISBN 1-56389-183-2) (colección #5–8)[6]
  - Volumen 3 (ISBN 1-56389-615-X) (colección #9–12)[7]
  - Volumen 4 (ISBN 1-56389-983-3) (colección #13–16)[8]
  - Volumen 5 (ISBN 1-4012-0778-2) (collecvión #17–20)[9]
  - Volumen 6 (ISBN 1-4012-2547-0) (colección #21–25)[10]
  - Volumen 7 (ISBN 1-4012-2894-1) (colección #26–31)[11]
- Batman: año uno (colección #404 – 407, softcover, ISBN 1-4012-0752-9, hardcover, ISBN 1-4012-0690-5)
- Batman: Diez noches de la Bestia (colección#417 – 420)
- Batman: Una muerte en la familia (colección #426 – 429)
- Batman: Algunas muertes de Batman (colección #433 – 435)
- Batman: Hush:
  - Volumen 1 (colección #608 – 612, ISBN 978-1-4012-0060-2)[12]
  - Volumen 2 (colección #613 – 619, ISBN 978-1-4012-0092-3)[13]
  - Edición Absoluta (colección #608 – 619, ISBN 1-4012-0426-0)[14]
- Batman: Broken City (colección #620 – 625)
- Batman: As the Crow Flies (colección #626 – 630)
- Batman: Bajo la capucha (Dos volúmenes) (colección #635 – 641, 645 – 650 y Batman Annual #25)
- Batman y un Hijo (colección #655 – 658, 663 – 666, hardcover, ISBN 1-4012-1240-9,[15] softcover, ISBN 1-4012-1241-7)
- Batman: El Guante Negro (colección #667 – 669, 672 – 675, ISBN 1-4012-1909-8)[16]
- Batman R.I.P. (colección #676 – 683, ISBN 1-4012-2090-8)[17]
- Batman: Grandes Sombras colección #687–691.
- Batman: Vida después de la Muerte colección #692–699.
- Batman: Tiempo y el Batman colección #700–703.
- Batman: Eye of the Beholder colección #704–707 and 710–712.
- Batman Vol. 1: The Court of Owls colección vol. 2 #1–7.
- Batman Vol. 2: The City of Owls colección vol. 2 #8–12.

### Batman (colecciones de Detective Comics)
- Las crónicas de Batman (nueve volúmenes): incluye los volúmenes #1–17 de 1940 y 1943.
- Batman: El Dúo Dinámico Archivos (dos volúmenes): colección #164 (1964) – #171 (1965)
- Showcase Presents: Batman (tres volúmenes): colección #164 (1964) – #201 (1967).

### crossovers de Batman
La siguiente lista es de crossovers de Batman 
- Batman: Knightfall (tres volúmenes) (incluye los números #491 – 500, 509 – 510).
- Batman: Prodigal (incluye los números #512 – 514).
- Batman: Contagion y Batman: Legacy (includes #529, 534 – 535).
- Batman: Cataclysm y Batman: No Man's Land (incluye #553 – 554, 563 – 569, 572 – 574).
- Batman: Oficial Caído (incluye #587).
- Batman: ¿Bruce Wayne, Asesino? y Batman: Bruce Wayne, Fugitivo (incluye #599 – 600, 603, 605).
- Batman: Juegos de Guerra y Batman: War Crimes (incluye #631 – 633, 643 – 644).
- Batman: Face the Face (incluye Batman #651 – 654, in addition to Detective Comics #817–820).
- The Resurrection of Ra's al Ghul (incluye Batman Annual #26, Batman #670-671, Robin #168-169, Robin Annual #7, Nightwing #138-139, y Detective Comics #838-839), ISBN 1-4012-1785-0)[18]
- Batman: Whatever Happened to the Caped Crusader? (incluye #685, y el cómic de Detective Comics #852, Secret Origins #36, Secret Origins Special #1, y Batman Blanco y negro #2)
- Batman: Gotham Shall Be Judged (incluye Azrael #14-18, Batman #708 y 709, Red Robin #22 y Gotham City Sirens #22)[19]

### With non-Batman titles
- A Lonely Place of Dying: colección #440 – 442 con The New Titans #60 – 61.